# Портеншлаг, Франц фон
Франц, эдлер фон По́ртеншлаг-Ле́дермайер (нем. Franz Edler von Portenschlag-Ledermayer; 1772—1822) — австрийский ботаник.

## Биография
Франц фон Портеншлаг родился 13 февраля 1772 года в Вене в семье врача. Учился на юридическом отделении Венского университета, окончил его в 1796 году со степенью доктора права. Затем некоторое время работал адвокатом, однако вскоре оставил юридическую карьеру и решил посвятить свою жизнь изучению флоры Австрии.
С 1811 года Портеншлаг регулярно сопровождал Эрцгерцога Иоганна в путешествиях по Штирии, в 1815 году путешествовал с Эрцгерцогом Райнером по окрестностям Вены. В 1818 году Портеншлаг во время поездки кайзера Франца I по Далмации собрал свыше 200 образцов растений.
7 ноября 1822 года Франц фон Портеншлаг-Ледермайер скончался.
В 1824 году Леопольд Тратинник при поддержке друзей Портеншлага выпустил сводку Enumeratio plantarum in Dalmatia, иллюстрации к которой были выполнены Тратинником и Антоном Рохелем по образцам из гербария Портеншлага. Тратинник также использовал образцы Портеншлага во время подготовки к выпуску Synodus botanica.
Основная часть гербарных образцов растений, собранных Ф. Портеншлагом (около 11 700 образцов), хранится в Венском музее естественной истории (W).

## Некоторые научные работы
- Trattinnick, L.; Portenschlag-Ledermayer, F. (1824). Enumeratio plantarum in Dalmatia. 16 p., 12 pl.

## Роды растений, названные в честь Ф. Портеншлага
- Portenschlagia Tratt., 1818 [= Elaeodendron Jacq., 1782]
- Portenschlagia Vis., 1850, nom. illeg. [≡ Portenschlagiella Tutin, 1967, nom. nov.]